# Herrschaftsbucktunnel
Der Herrschaftsbucktunnel ist ein 480 Meter langer Autobahn-Tunnel der A 98. Er bildet das Kernstück der insgesamt 2,8 Kilometer langen Ausbaustufe 4 vom Autobahndreieck Hochrhein bis Minseln. Nachdem ursprünglich von einer Verkehrsfreigabe Ende 2020 ausgegangen worden war, wurde der Tunnel schließlich am 20. Dezember 2021 dem Verkehr übergeben. Auf eine feierliche Zeremonie wurde v. a. wegen der COVID-19-Pandemie verzichtet. Gemäß der zugrundeliegenden Planung wird eine tägliche Auslastung von mehr als 25.000 Fahrzeugen erwartet.

## Geschichte

### Planung
Planungen zum Herrschaftsbucktunnel gehen auf das Jahr 1999 zurück. Ursprünglich war der Bau einer einzelnen Tunnelröhre vorgesehen. Der sogenannte Gegenverkehrstunnel hätte eine einzige Tunnelröhre für beide Fahrtrichtungen gehabt. Bei dieser Variante hätte ein zusätzlicher Rettungsstollen in den Berg getrieben werden müssen. Der Bundesrechnungshof prüfte das Vorhaben und rechnete vor, dass die sofortige Erschließung mit zwei Röhren günstiger sei. Zum einen sei ein Bau aufgrund des prognostizierten Verkehrsaufkommens absehbar, zum anderen fällt der Bau eines zusätzlichen Rettungsstollens bei zwei Fahrröhren weg. Eine nachträgliche Erweiterung des einröhrigen Gegenverkehrstunnels wäre 10,6 Millionen Euro teurer gegenüber der zweiröhrigen Variante gewesen und erfüllt zudem alle Sicherheitsstandards. Das Bundesverkehrsministerium folgte der Empfehlung des Rechnungshofes.

### Bau
Der Baubeginn zum Tunnel erfolgte unter der Teilnahme des Landesverkehrsministers Winfried Hermann, des Staatssekretärs Norbert Barthle und der Regierungspräsidentin des Regierungsbezirks Freiburg Bärbel Schäfer am 27. Juli 2017. Der Herrschaftsbucktunnel wurde in der Neuen Österreichischen Tunnelbaumethode ohne entsprechende Tunnelbohrmaschine errichtet. Bei einem Tunnel dieser Länge kann man damit die Kosten niedrig halten. Der Durchschlag für den rund 480 Meter langen Tunnel wurde am 6. Februar 2018 vollzogen. Während die beiden Röhren in geschlossener Bauweise hergestellt wurden, wurden die beiden Portalblöcke in offener Bauweise errichtet.

### Betrieb
Im Juli 2023 sind Schäden an den Stromleitungen der Betriebstechnik festgestellt worden, so dass aus Gründen der Verkehrssicherheit der Tunnel in Fahrtrichtung Minseln gesperrt werden musste.

## Beschreibung
Der Tunnel hat zwei Fahrstreifen in der Nordröhre, von Waldshut in Richtung Lörrach, und drei Fahrstreifen in der Südröhre – zwei für die Fahrtrichtung Lörrach-Waldshut und einen für die Beschleunigungsspur von der A 861 Richtung Waldshut. Dementsprechend beträgt die Fahrbahnbreite im Nordtunnel 7,50 Meter, im Südtünnel 11,00 Meter. Beide Röhren verfügen über seitliche Notwege von einem Meter Breite, die in der Tunnelmitte über einen Querschlag verbunden sind.
Die geologischen Voraussetzungen beim Herrschaftsbucktunnel sind Gipskeuper, Lettenkeuper, Oberer Muschelkalk, Karst, sowie ein hoher Grundwasserstand von etwa 404,6 m ü. NN. Aufgrund des schwierigen Baugrundes mussten Ausbruchsquerschnitte von 100 bzw. 160 Quadratmeter ausgeführt werden. Beide Tunnelröhren wurden, mit einem geringen Vorlauf von 30 Metern der Nordröhre, gleichzeitig von Osten her aufgefahren. Die Dicke der Betoninnenschalen der Tunnelröhren beträgt 60 Zentimeter. Die Nordröhre weist eine Länge von 485 Metern auf, die Südröhre 475 Meter. Die Lichtraumhöhe beträgt bei beiden Röhren 4,50 Meter. Zur Verbesserung des Brandschutzes wurde in den Beton eine Propylenfaser eingesetzt, um im Falle eines Brandes zu schmelzen und über die kapillare Struktur im Zementstein Dampfdruck abzubauen. Insgesamt benötigte man jeweils 30.000 Kubikmeter Nassspritz- und Ausbaubeton. Das Ausbruchmaterial betrug rund 300.000 Tonnen.